# Comite de responsabilidad social
El Comité de Responsabilidad Social es un grupo interdisciplinario conformado por un número impar de representantes de una empresa que direcciona y trabaja el proceso de mejoramiento continuo en responsabilidad social.

## Funciones del Comité de Responsabilidad Social
- Elegir un líder que oriente el cumplimiento de los objetivos en responsabilidad social.
- Diseñar el plan de mejoramiento continuo en responsabilidad social basado en los principios del pacto global[1]
- Evaluar los compromisos en responsabilidad social.
- Comunicar a los diferentes stakeholders[2] los resultados de las actividades de responsabilidad social.